# Alphée (mythologie)
Pour les articles homonymes, voir Alphée.

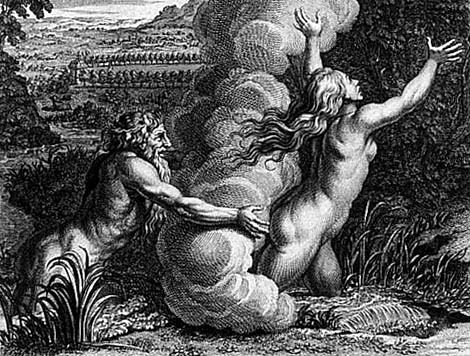
Alphée poursuivant la nymphe Aréthuse (gravure de Bernard Picart. 1733)

Dans la mythologie grecque, Alphée (en grec ancien Ἀλφειός / Alpheiós, en latin Alpheus) est un dieu fleuve, fils du Titan Océan et de sa sœur Téthys.

## Famille
Alphée est le père de la naïade Mélanthée (en) et, par elle, le grand-père de la nymphe Eiréné, une fille de Poséidon d'après laquelle l'île de Calaurie fut originellement nommée.
Alphée est aussi le père de Phégée, roi de Psophis, une ville d'Arcadie, et par lui le grand-père d'Alphésiboée (en), de Téménus et d'Axion ou d'Arsinoé, de Pronous et d'Agénor (en).

## Mythe

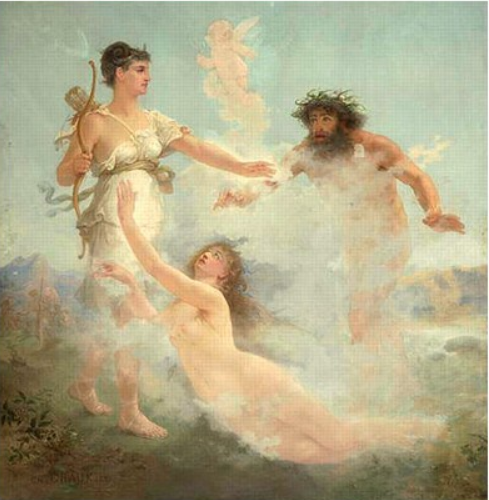
La Nymphe Aréthuse, tableau de Charles Alexandre Crauk, XIXe siècle.

Il poursuivit la nymphe Aréthuse (qui s'était baignée dans ses eaux) sous l'apparence d'un chasseur. Effrayée, elle s'enfuit jusqu'en Sicile, où elle se réfugia sur l'île d'Ortygie, près de Syracuse. Artémis la changea en source, d'où la présence de la fontaine Aréthuse à Syracuse. Mais Alphée, déterminé, répandit ses eaux sous la mer jusqu'en Sicile, et émergea à Ortygie afin de fusionner avec Aréthuse.
Une autre version affirme qu'Aréthuse est incapable de lui résister et tombe dans ses bras. Cependant, la déesse austère Artémis jalouse n'approuve pas cette romance. Elle enveloppe Aréthuse d'un nuage et la transporte dans la petite île d'Ortygie, près de la Sicile, pour la transformer en source d'eau. Désespéré Alphée plonge dans la mer, à partir de ses estuaires dans l'ouest du Péloponnèse et fait une traversée héroïque de la mer Méditerranée. Il atteint son Aréthuse bien-aimée dans la région côtière de la Sicile et, enfin, le fleuve Alphée et la source Aréthuse peuvent vivre leur amour éternel.
Pendant l'Antiquité, les Grecs l'ont représenté comme un jeune homme sur le bord droit du fronton est du grand temple de Zeus dans le sanctuaire olympien. 
Une autre légende raconte qu'Alphée s'éprit d'Artémis, qui se barbouilla le visage de vase pour lui échapper.
Alphée apparaît également dans le cadre des douze travaux d'Héraclès : en effet, le héros détourna son cours pour nettoyer les écuries d'Augias.

## Musique
Louis-Nicolas Clérambault compose une cantate, Alphée et Aréthuse, opus 7 en 171?.